# Polinyà de Xúquer
Polinyà de Xúquer (spanisch Poliñá de Júcar) ist eine Gemeinde (municipio) mit 2.551 Einwohnern (Stand: 2024) in der spanischen Provinz Valencia. Sie befindet sich in der Comarca Ribera Baja.
Bis 2004 war die heute eigenständige Gemeinde Benicull de Xúquer Teil der Kommune.

## Geografie
Polinyà de Xúquer liegt etwa 38 Kilometer südlich vom Stadtzentrum Valencias in einer Höhe von ca. 10 m am Río Júcar (Valencianisch: Xúquer). Durch die Gemeinde führt die Autopista AP-7.

## Demografie
| 1900 | 1910 | 1920 | 1930 | 1940 | 1950 | 1960 | 1970 | 1981 | 1991 | 2001 | 2011 | 2021 |
| ---- | ---- | ---- | ---- | ---- | ---- | ---- | ---- | ---- | ---- | ---- | ---- | ---- |
| 1925 | 2570 | 2596 | 2829 | 2829 | 3066 | 3061 | 2909 | 2980 | 3064 | 3035 | 2504 | 2495 |

## Sehenswürdigkeiten
- Abendmahlskirche (Església del Sant Sopar) aus dem 18. Jahrhundert
- Sebastianuskapelle aus dem 15. Jahrhundert
- Bernhardskapelle
- Rathaus

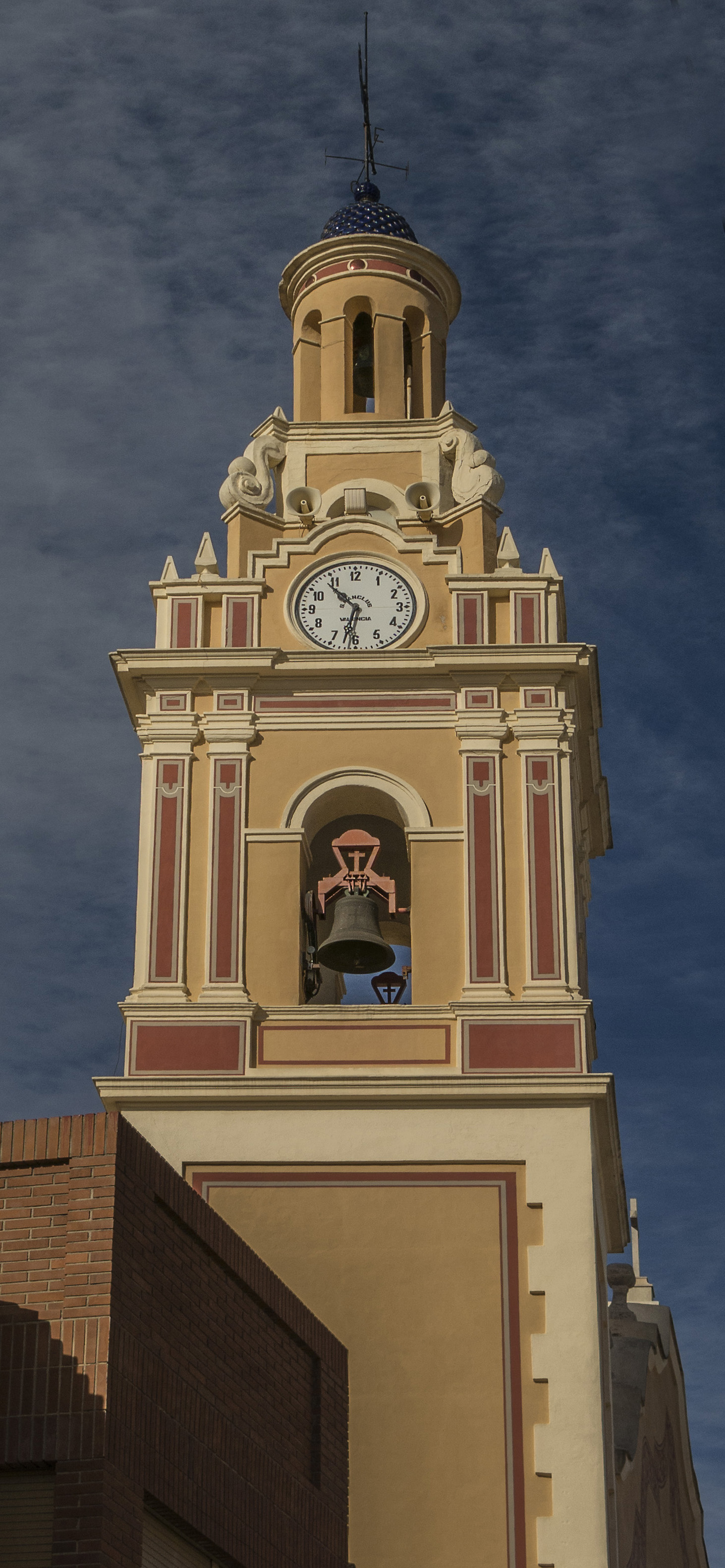
Abendmahlskirche
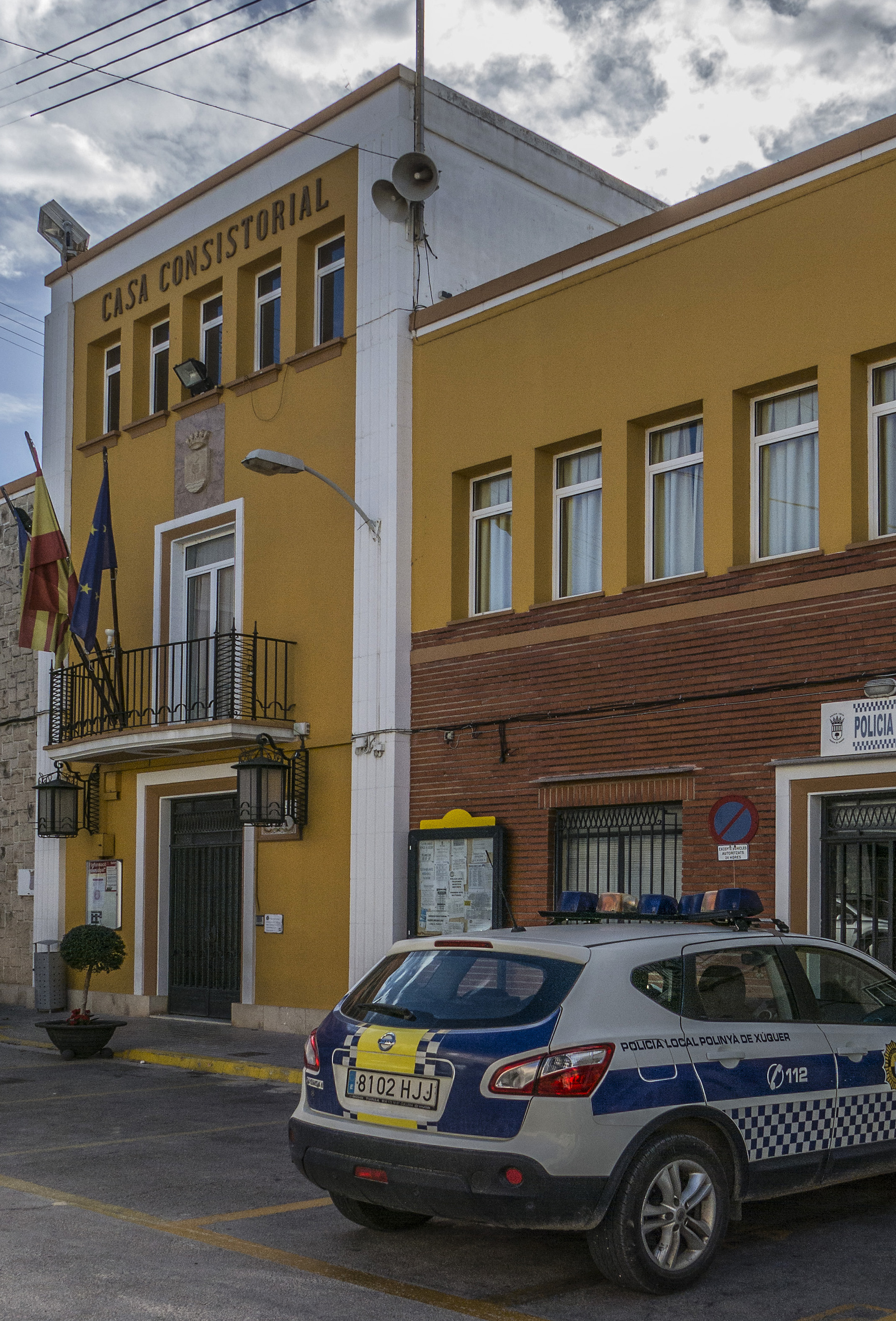
Rathaus